# Maxim Fedin
Maxim Sergejewitsch Fedin (russisch Максим Сергеевич Федин; * 8. Juni 1996 in Ekibastus, Kasachstan) ist ein kasachischer Fußballspieler.

## Karriere

### Verein
In seiner Jugend spielte Fedin für Ertis Pawlodar. 2014 wechselte er zum Zweitligisten FK Bäiterek. Nach der Saison schloss er sich dem serbischen Erstligisten FK Spartak Subotica an. 2016 spielte er für den FK Atyrau. In der Saison 2017 stand er für Oqschetpes Kökschetau auf dem Platz.
Seit 2018 spielt er für Tobyl Qostanai.

### Nationalmannschaft
Maxim Fedin absolvierte drei Spiele für die U-17-Nationalmannschaft und nochmals drei Spiele für die kasachische U-19-Auswahl. Für die U-21-Nationalmannschaft bestritt er bisher 14 Partien, in denen er drei Tore erzielte. Für die Gruppenphase der UEFA Nations League 2018/19 stand er zum ersten Mal im Kader der A-Nationalmannschaft Kasachstans. Am 13. Oktober 2018 gab er sein Debüt in der Begegnung gegen Lettland, als er in der 75. Minute für Bauyrschan Islamchan eingewechselt wurde.